# Pseudophilautus hoffmanni
Espèce
Synonymes
- Philautus hoffmanni Meegaskumbura & Manamendra-Arachchi, 2005

Statut de conservation UICN

 EN B1ab(iii)+2ab(iii) : En danger
Pseudophilautus hoffmanni est une espèce d'amphibiens de la famille des Rhacophoridae.

## Répartition
Cette espèce est endémique du Sri Lanka. Elle se rencontre dans les monts Knuckles à environ 1 245 m d'altitude,.

## Description
Pseudophilautus hoffmanni mesure de 21 à 24 mm pour les mâles. Son dos est brun et gris.

## Étymologie
Son nom d'espèce, hoffmanni, lui a été donné en référence à Luc Hoffmann, président honoraire de la WWF en France et directeur émérite de la Wetlands International.

## Publication originale
- Meegaskumbura & Manamendra-Arachchi, 2005 : Description of eight new species of shrub-frogs (Ranidae : Rhacophorinae : Philautus) from Sri Lanka. The Raffles Bulletin of Zoology, Supplement Series, no 12, p. 305-308 (texte intégral).